# Mountain View, Wyoming
Mountain View är en småstad (town) i Uinta County i sydvästra Wyoming i USA. Staden hade 1 286 invånare vid 2010 års folkräkning.

## Kommunikationer
Staden ligger vid Wyoming State Route 414, omkring 10 kilometer söder om avfarten från Interstate 80 nära den större grannorten Lyman.